# NGC 3885
NGC 3885 is een balkspiraalstelsel in het sterrenbeeld Waterslang. Het hemelobject werd op 10 maart 1790 ontdekt door de Duits-Britse astronoom William Herschel.

## Synoniemen
- ESO 440-7
- MCG -5-28-6
- AM 1144-273
- IRAS 11442-2738
- PGC 36737